# 1852
1852 (MDCCCLII) byl rok, který dle gregoriánského kalendáře započal čtvrtkem.

## Události
- 2. listopadu – V amerických prezidentských volbách zvítězil demokratický kandidát Franklin Pierce nad generálem Winfieldem Scottem.
- 2. prosince – Svržena Druhá Francouzská republika, nastoleno Druhé císařství (1852–1870) a Ludvík Napoleon byl korunován jako císař Napoleon III.
- Druhá anglo-sikhská válka. Britové získávají Pegu.
- V Brně byla založena První moravská spořitelna.

### Probíhající události
- 1817–1864 – Kavkazská válka
- 1848–1852 – Prusko-dánská válka
- 1850–1864 – Povstání tchaj-pchingů

## Vědy a umění
- První podmořský kabel spojil telegrafními linkami Paříž s Londýnem.

## Narození

### Česko

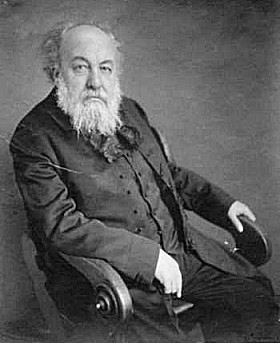
Mikoláš Aleš (* 18. listopadu)

- 1. ledna – Friedrich Legler, pedagog, novinář, poslanec Českého zemského sněmu († 31. října 1919)
- 11. ledna – František Kordač, arcibiskup pražský († 26. dubna 1934)
- 12. ledna – Ladislav Zápotocký, socialistický novinář a politik († 16. prosince 1916)
- 29. ledna – Eduard Wenisch, sudetoněmecký učitel, redaktor a spisovatel († 16. února 1929)
- 30. ledna – Marie Petzoldová-Sittová, operní pěvkyně († 7. ledna 1907)
- 7. února – Josef Brenner, generální vikář českobudějovické diecéze († 26. července 1924)
- 10. února – Vilém Nikodém, spisovatel, archivář a kronikář († 28. prosince 1930)
- 14. února – Barbora Hoblová, aktivistka, národopisná sběratelka († 15. srpna 1923)
- 29. února – Josef Anýž, politik a novinář († 27. června 1912)
- 3. března – František Nábělek, pedagog, fyzik a astronom († 29. prosince 1915)
- 14. března – Leopold Filip Kolowrat-Krakowsky, šlechtic a politik († 19. března 1910)
- 16. března – Josef Úlehla, pedagog, propagátor vysokoškolského vzdělání učitelů. († 22. prosince 1933)
- 17. března – Leopold Gottlieb, lékař, spoluzakladatel lázní v Jáchymově († 21. června 1912)
- 22. března – Otakar Ševčík, houslista a pedagog († 18. ledna 1934)
- 1. dubna – Kliment Čermák, amatérský historik a archeolog († 19. ledna 1917)
- 16. dubna – Jan Ladislav Sýkora, teolog, rektor Univerzity Karlovy († 26. srpna 1923)
- 19. dubna – Emanuel Krescenc Liška, malíř a ilustrátor († 18. ledna 1903)
- 29. dubna – Josef Doubrava, královéhradecký biskup († 20. února 1921)
- 16. května
  - Jan Pehel, varhaník, vojenský kapelník a skladatel († 28. února 1926)
  - Jan Řežábek, ředitel obchodní akademie, zeměpisec a překladatel († 6. července 1925)
- 20. května – Václav Neubert, knihkupec, tiskař a nakladatel († 13. dubna 1936)
- 25. května – Eduard August Schroeder, právník a sociolog († 16. února 1928)
- 29. května – Jindřich Kàan z Albestů, hudební skladatel a pedagog († 7. března 1926)
- 4. června – Alfred Grünfeld, klavírista a skladatel († 4. ledna 1924)
- 22. června – Eduard Weyr, matematik († 23. července 1903)
- 19. srpna – František Adolf Borovský, historik umění († 2. května 1933)
- 20. září – Václav Boleslav Janda, varhaník a skladatel († 11. prosince 1935)
- 21. září – František Josef Andrlík, učitel, spisovatel knih pro mládež a překladatel († 28. listopadu 1939)
- 23. září – Rudolf Horský, římskokatolický kněz, politik a spisovatel († 22. prosince 1926)
- 1. října
  - Bohumil Havlasa, novinář, spisovatel a dobrodruh († 25. listopadu 1877)
  - Alois Strnad, matematik a geometr († 26. května 1911)
- 17. října – Emanuel Dyk, politik († 20. dubna 1907)
- 25. října – Karel Wisnar, kanovník olomoucké kapituly a světící biskup († 15. dubna 1926)
- 27. října – Jan Lier, novinář a spisovatel († 2. června 1917)
- 29. října – Karel Fořt, český ovocnář († 12. června 1926)
- 4. listopadu – Anna Bayerová, historicky druhá česká lékařka († 24. ledna 1924)
- 5. listopadu – František Musil, skladatel, varhaník a hudební pedagog († 28. listopadu 1908)
- 14. listopadu – Leopold Heyrovský, právník, rektor Univerzity Karlovy († 17. února 1924)
- 18. listopadu
  - Karl Ungermann, politik († 31. srpna 1915)
  - Mikoláš Aleš, malíř († 10. července 1913)
- 26. listopadu – Marie Kalašová, spisovatelka a překladatelka († 17. února 1937)
- 8. prosince – Joseph Maria Koudelka, americký biskup českého původu († 24. června 1921)
- 10. prosince – Josef Baar, poštmistr a politik, starosta Třeboně († 23. dubna 1933)
- 11. prosince – Alois Sedláček, herec a režisér († 23. července 1922)
- 15. prosince – Felix Téver (Anna Lauermannová), česká spisovatelka († 17. června 1932)

### Svět

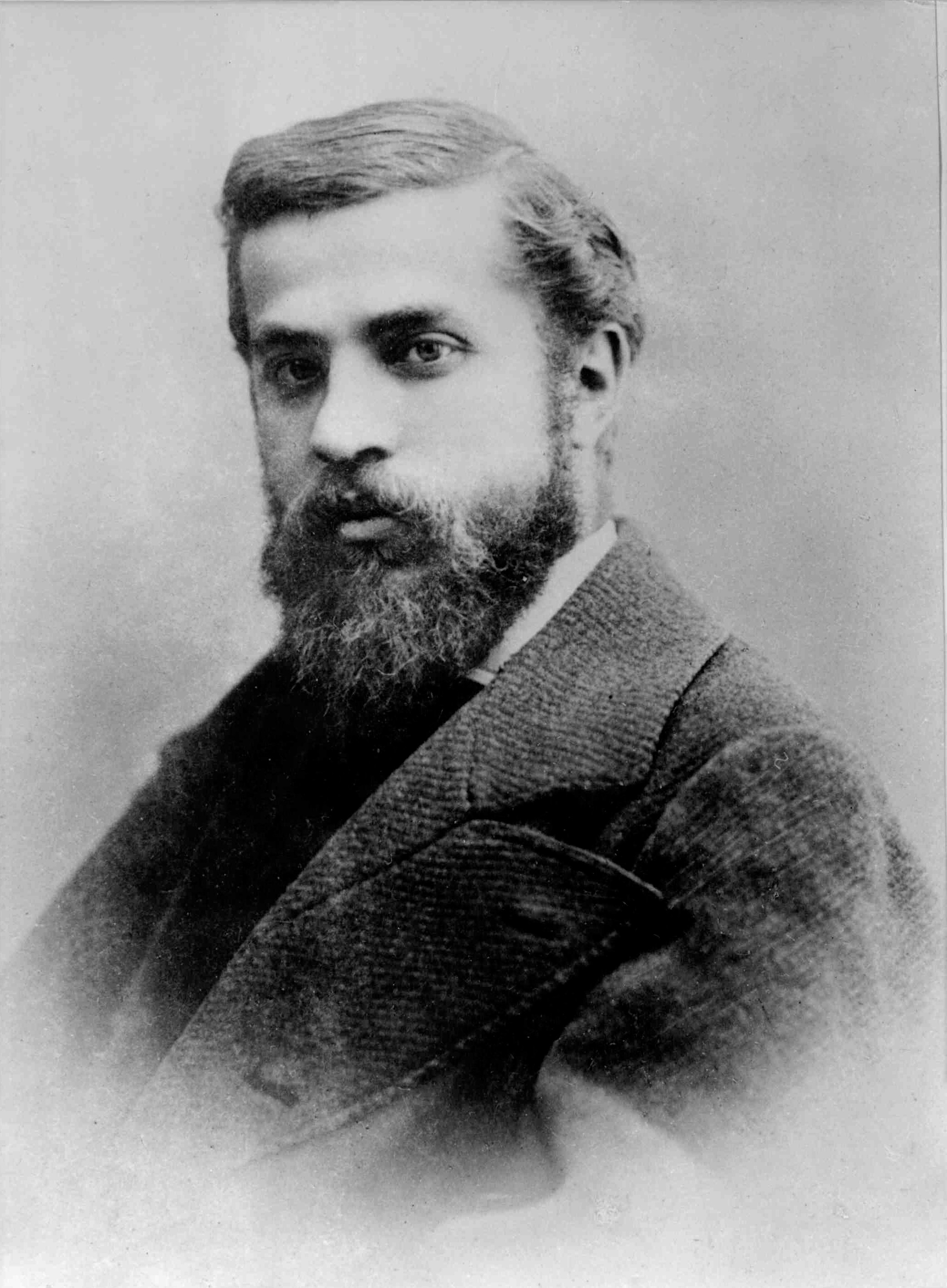
Antoni Gaudí (* 25. června)

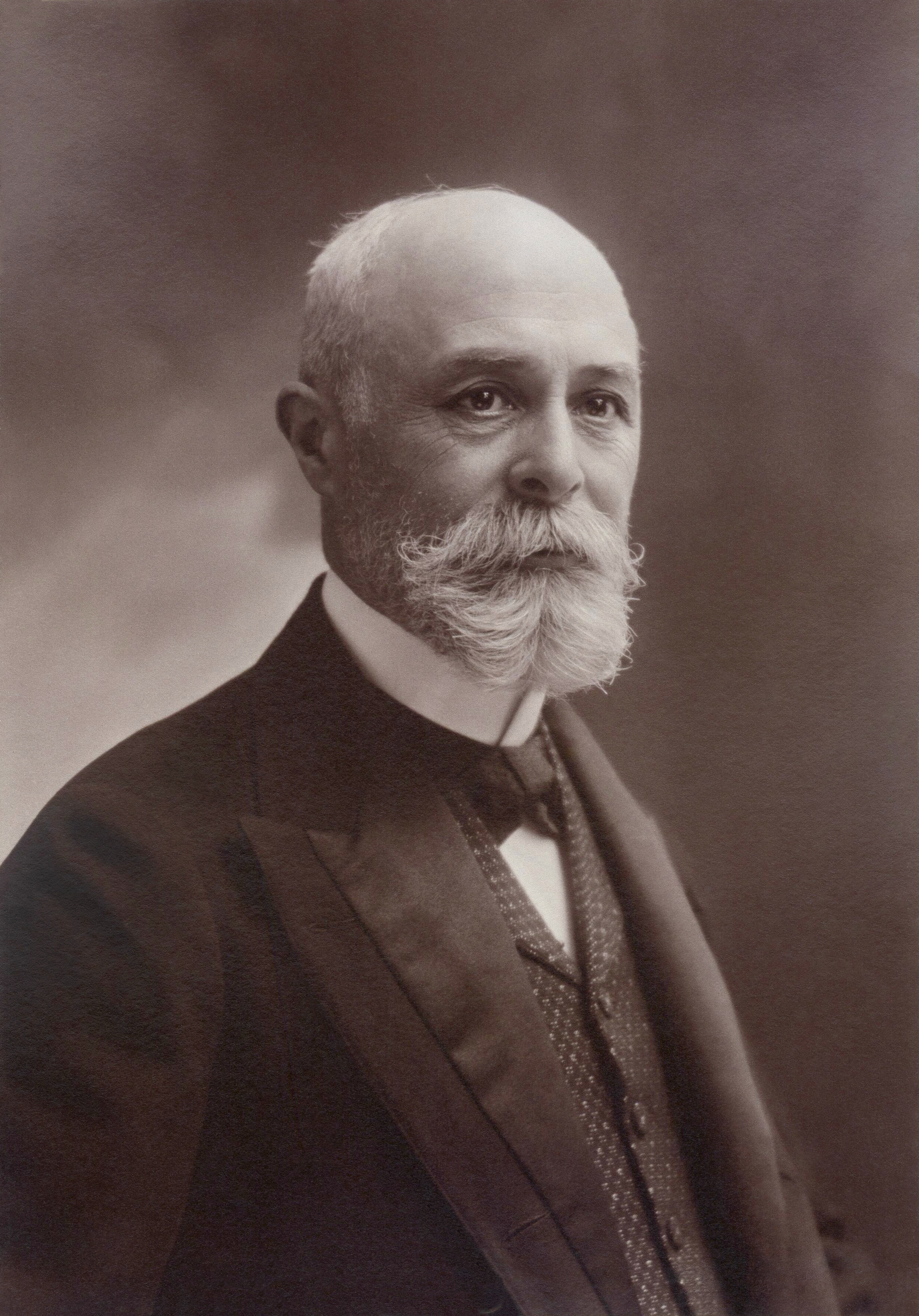
Henri Becquerel (* 15. prosince)

- 4. ledna – Teresa Titos Garzón, španělská řeholnice († 14. února 1915)
- 8. ledna – Wilhelm Ressel, rakouský spisovatel († 10. března 1938)
- 11. ledna – Konstantin Fehrenbach, německý kancléř († 26. března 1926)
- 12. ledna – Joseph Joffre, francouzský generál († 3. ledna 1931)
- 18. ledna – Albert Gessmann, předlitavský politik († 7. července 1920)
- 27. ledna
  - Fulgence Bienvenüe, francouzský inženýr († 3. srpna 1936)
  - Friedrich von Georgi, předlitavský politik († 23. června 1926)
- 30. ledna – Ion Luca Caragiale, rumunský spisovatel († 9. června 1912)
- 8. února – Julius Neubronner, německý lékárník a vynálezce († 17. dubna 1932)
- 13. února – John Dreyer, irský astronom († 14. září 1926)
- 16. února – Charles Taze Russell, americký kazatel a náboženský reformátor († 31. října 1916)
- 23. února – Jozef Agnelli, slovenský kněz a šlechtitel († 6. srpna 1923)
- 13. března – Oscar Blumenthal, německý spisovatel († 24. dubna 1917)
- 26. března
  - Josef Emanuel Hibsch, rakouský geolog († 4. listopadu 1940)
  - Élémir Bourges, francouzský spisovatel a novinář († 13. listopadu 1925)
- 12. dubna – Ferdinand von Lindemann, německý matematik († 6. března 1939)
- 18. dubna – Ján Černoch, ostřihomský arcibiskup a kardinál († 25. července 1927)
- 22. dubna – Vilém IV. Lucemburský, lucemburský velkovévoda († 25. února 1912)
- 23. dubna
  - Ladislav Medňanský, slovensko-maďarský malíř († 17. dubna 1919)
  - Edwin Markham, americký básník († 7. března 1940)
- 1. května
  - Calamity Jane, profesionální zvěd († 1. srpna 1903)
  - Santiago Ramón y Cajal, španělský lékař, nositel Nobelovy ceny († 17. října 1934)
- 5. května
  - Pietro Gasparri, italský kardinál († 18. listopadu 1934)
  - Friedrich von Hügel, rakouský teolog, náboženský myslitel a spisovatel († 27. ledna 1925)
- 11. května – Charles W. Fairbanks, viceprezident USA († 4. června 1918)
- 18. května
  - Ezio Pinza, italský operní zpěvák († 9. května 1957)
  - Gertrude Käsebierová, americká fotografka († 13. října 1934)
- 19. května – Blažej Bulla, slovenský architekt, dramatik a hudební skladatel († 1. listopadu 1919)
- 22. května – Moritz von Auffenberg, ministr války Rakouska-Uherska († 18. května 1928)
- 23. května – Adalbert Cziráky, uherský šlechtic, politik a diplomat († 20. března 1911)
- 25. května – Christian Hedemann, dánský inženýr a havajský fotograf († 18. května 1932)
- 30. května – Manfred Clary-Aldringen, předlitavský politik a šlechtic († 12. února 1928)
- 31. května – Julius Richard Petri, německý bakteriolog († 20. prosince 1920)
- 2. června – Eduard Spelterini, švýcarský průkopník létání († 16. června 1931)
- 6. června – Paolo Albera, rector major salesiánů († 29. října 1921)
- 24. června – Victor Adler, rakouský sociálně demokratický politik († 11. listopadu 1918)
- 25. června – Antoni Gaudí, katalánský architekt († 10. června 1926)
- 2. července – William Burnside, anglický matematik († 21. srpna 1927)
- 12. července – Hipólito Yrigoyen, prezident Argentiny († 3. července 1933)
- 16. července – Vincenzo Gemito, italský sochař a grafik († 1. března 1929)
- 1. srpna – Wilhelm von Bismarck, německý politik, syn říšského kancléře Otto von Bismarcka († 30. května 1901)
- 8. srpna – Josef Nebehosteny, rakouský architekt, stavitel a podnikatel († 12. ledna 1921)
- 10. srpna – Matko Laginja, hlavní postava chorvatského národního hnutí na Istrii († 18. března 1930)
- 13. srpna
  - Robert Hausmann, německý violoncellista, hudební skladatel, editor a pedagog († 18. ledna 1909)
  - Christian Krohg, norský malíř († 16. října 1925)
- 18. srpna – Wilhelm von Plüschow, německý fotograf († 3. ledna 1930)
- 21. srpna – Günther Viktor Schwarzburský, poslední kníže Schwarzbursko-Rudolstadtský († 16. dubna 1925)
- 23. srpna – Arnold Toynbee, britský historik ekonom († 9. března 1883)
- 26. srpna – August von Ritt, předlitavský státní úředník a politik († 30. března 1934)
- 30. srpna – Jacobus Henricus van 't Hoff, nizozemský chemik († 1. března 1911)
- 31. srpna – Gaetano Previati, italský malíř († 21. června 1920)
- 4. září – Janko Kersnik, slovenský spisovatel a politik († 28. července 1897)
- 12. září
  - Herbert Henry Asquith, britský politik, předseda vlády († 15. února 1928)
  - Julius Derschatta von Standhalt, předlitavský politik († 3. února 1924)
  - Simo Matavulj, srbský realistický spisovatel († 20. února 1908)
- 28. září
  - Josiah Conder, britský architekt († 21. června 1920)
  - Henri Moissan, francouzský chemik, nositel Nobelovy ceny za chemii († 20. února 1907)
- 2. října
  - Hugo II. Logothetti, rakousko-uherský diplomat († 3. srpna 1918)
  - William Ramsay, skotský chemik, nositel Nobelovy ceny za chemii († 23. července 1916)
- 6. října – Bruno Abakanowicz, polský matematik a vynálezce († 29. srpna 1900)
- 9. října – Hermann Emil Fischer, německý chemik, nositel Nobelovy ceny za chemii († 15. července 1919)
- 12. října – Ödön Tömösváry, maďarský přírodovědec († 15. srpna 1884)
- 15. října – Elimar Klebs, německý historik († 17. května 1918)
- 21. října – Marian Gawalewicz, polský spisovatel, novinář a divadelní kritik († 26. května 1910)
- 29. října – Elizabeth Flint Wade, americká spisovatelka a fotografka († ? 1915)
- 3. listopadu – Meidži, 122. japonský císař († 30. července 1912)
- 6. listopadu – Dmitrij Narkisovič Mamin-Sibirjak, ruský prozaik a dramatik († 15. listopadu 1912)
- 11. listopadu – Franz Conrad von Hötzendorf, rakouský polní maršál († 25. srpna 1925)
- 14. listopadu – Antonio Mancini, italský malíř († 28. prosince 1930)
- 16. listopadu – Fridrich August II. Oldenburský, poslední oldenburský velkovévoda († 24. ledna 1931)
- 21. listopadu – Francisco Tárrega, španělský kytarista a hudební skladatel († 15. prosince 1909)
- 22. listopadu
  - Paul Henri d'Estournelles de Constant, francouzský politik, držitel Nobelovy ceny míru († 15. května 1924)
  - Seniha Sultan, osmanská princezna a dcera sultána Abdulmecida I. († 15. září 1931)
- 25. listopadu – Jan Salvátor Toskánský, rakouský arcivévoda († 1890)
- 5. prosince – Jan Pindór, polský evangelický pastor a spisovatel († 29. prosince 1924)
- 10. prosince
  - Ivo Prodan, kněz, politik, chorvatský bán († 10. března 1933)
  - Henri Gervex, francouzský malíř († 7. června 1929)
- 15. prosince – Henri Becquerel, francouzský fyzik († 25. srpna 1908)
- 19. prosince – Albert Abraham Michelson, americký fyzik, nositel Nobelovy ceny za fyziku († 9. května 1931)
- 20. prosince – David Schwarz, chorvatský průkopník letectví († 13. ledna 1897)
- ? – Rose Clarková, americká malířka a fotografka († 28. listopadu 1942)
- ? – Alexandr Kvjatkovskij, ruský revolucionář († 16. listopadu 1880)
- ? – Julian Deininger, vídeňský architekt a pedagog († 1924)

## Úmrtí

### Česko

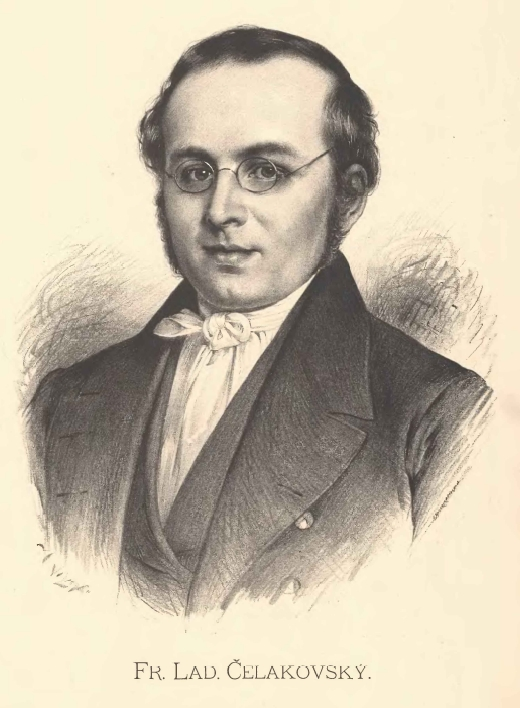
František Ladislav Čelakovský († 5. srpna)

- 24. ledna – Jan Kollár, český a slovenský básník, jazykovědec a historik slovenského původu (* 29. července 1793)
- 2. února – Josef Šmidinger, kněz, šiřitel knih (* 24. října 1801)
- 24. února – Ferdinand Pischelt, sochař (* 17. ledna 1811)
- 27. února – Josef Drechsler, kapelník, hudební skladatel a pedagog pocházející z Čech (* 26. května 1782)
- 2. května – Bohuslava Rajská, vlastenka, pedagožka, básnířka a spisovatelka (* 11. července 1817)
- 5. května – František Xaver Chotek, hudební skladatel (* 22. října 1800)
- 12. června – Antonín Pucherna, malíř a grafik (* ? 1776)
- 5. srpna – František Ladislav Čelakovský, básník a překladatel (* 7. března 1799)
- 4. září – František Turinský, básník, spisovatel a úředník (* 26. ledna 1797)
- 2. října – Karel Bořivoj Presl, lékař a botanik (* 17. února 1794)

### Svět

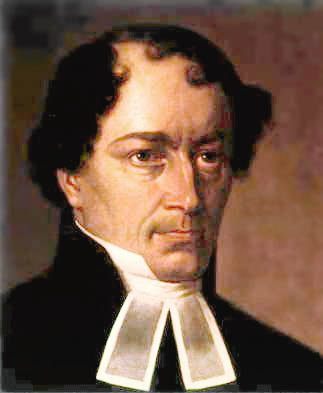
Ján Kollár († 24. ledna)

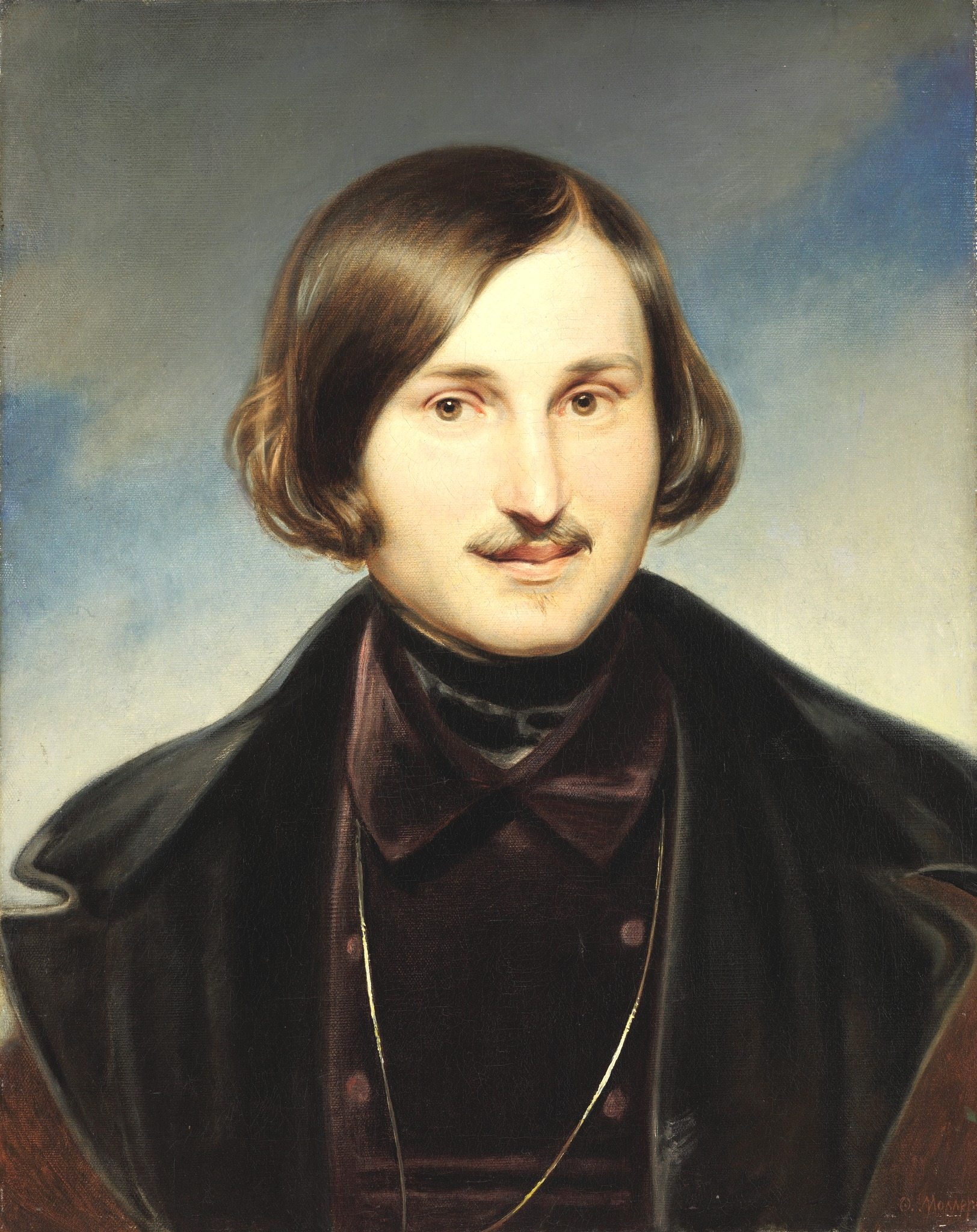
Nikolaj Vasiljevič Gogol († 4. března)

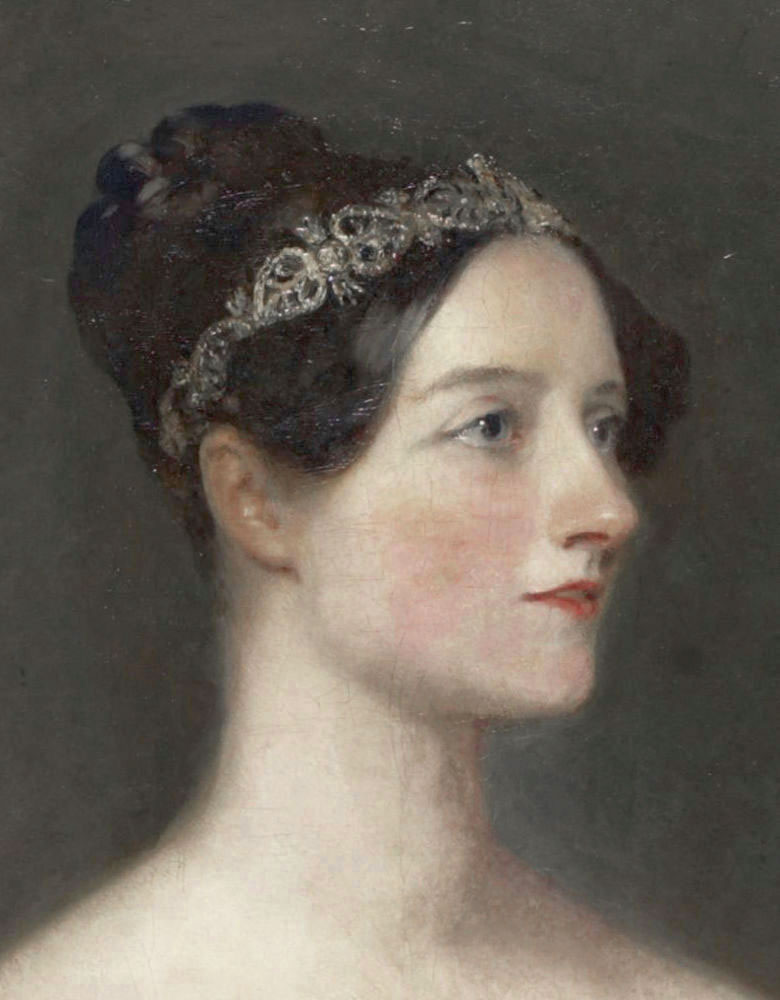
Ada Lovelace († 27. listopadu)

- 5. ledna – Gabriel Ferry, francouzský spisovatel (* 29. listopadu 1809)
- 6. ledna – Louis Braille, francouzský vynálezce, učitel nevidomých (* 4. ledna 1809)
- 21. ledna – Marie Tereza z Harrachu, česko-rakouská šlechtična (* 24. července 1771)
- 25. ledna – Fadděj Faddějevič Bellingshausen, ruský (estonský) mořeplavec, objevitel Antarktidy (* 20. září 1778)
- 25. února – Thomas Moore, anglický romantický básník (* 28. května 1779)
- 2. března – Auguste Marmont, francouzský maršál (* 20. července 1774)
- 4. března – Nikolaj Vasiljevič Gogol, ruský spisovatel (* 1. dubna 1809)
- 10. března – Armand Marrast, francouzský novinář (* 5. června 1801)
- 15. března – Antoine de Lhoyer, francouzský skladatel a kytarista (* 6. září 1768)
- 21. března – Marie Hesensko-Kasselská, manželka dánského krále Frederika VI. (* 28. října 1767)
- 4. dubna – Felix Schwarzenberg, rakouský politik (* 2. října 1800)
- 16. dubna – Pavel Württemberský, princ württemberský (* 19. ledna 1785)
- 24. dubna
  - Leopold I. Bádenský, bádenský velkovévoda (* 29. srpna 1790)
  - Vasilij Andrejevič Žukovskij, ruský básník (* 9. února 1783)
- 7. května – Matthias Alexander Castrén, finský filolog a etnolog (* 2. prosince 1813)
- 8. května – Giuseppe Jappelli, italský architekt (* 14. května 1783)
- 15. května – Louisa Adamsová, manželka amerického prezidenta Johna Quincyho Adamse (* 12. února 1775)
- 4. června – James Pradier, francouzský sochař (* 23. května 1790)
- 15. června – Friedrich Groos, německý lékař a filozof (* 23. dubna 1768)
- 21. června – Friedrich Fröbel, německý pedagog (* 21. dubna 1782)
- 23. června – Karl Brjullov, ruský malíř (* 23. prosince 1799)
- 25. července – Gaspard Gourgaud, francouzský generál (* 14. listopadu 1783)
- 26. července – Jean-Jacques Feuchère, francouzský sochař (* 24. srpna 1807)
- 28. července – Andrew Jackson Downing, americký zahradní architekt (* 31. října 1815)
- 9. srpna – Casimir Lefaucheux, francouzský puškař (* 26. ledna 1802)
- 14. srpna – Margaret Taylorová, manželka 12. prezidenta USA Zachary Taylora (* 21. září 1788)
- 15. srpna – Johan Gadolin, finský chemik (* 5. června 1760)
- 14. září – Arthur Wellesley, 1. vévoda z Wellingtonu, britský vojevůdce a státník (* 1. května 1769)
- 3. října – Tirimüjgan Kadınefendi, manželka osmanského sultána Abdulmecida I. a matka Abdulhamida II. (* 16. srpna 1819)
- 5. října – Achille Richard, francouzský botanik a lékař (* 27. dubna 1794)
- 15. října – Friedrich Ludwig Jahn, pruský pedagog a vlastenec (* 11. srpna 1778)
- 24. října – Daniel Webster, americký politik (* 18. ledna 1782)
- 10. listopadu – Gideon Mantell, britský paleontolog (* 3. února 1790)
- 26. listopadu – Pavel Fedotov, ruský malíř (* 4. července 1815)
- 27. listopadu – Ada, lady Lovelace, anglická hraběnka, matematička, která položila základy programování (* 10. prosince 1815)
- 15. prosince – Józef Damse, polský skladatel (* 26. ledna 1789)

## Hlavy států

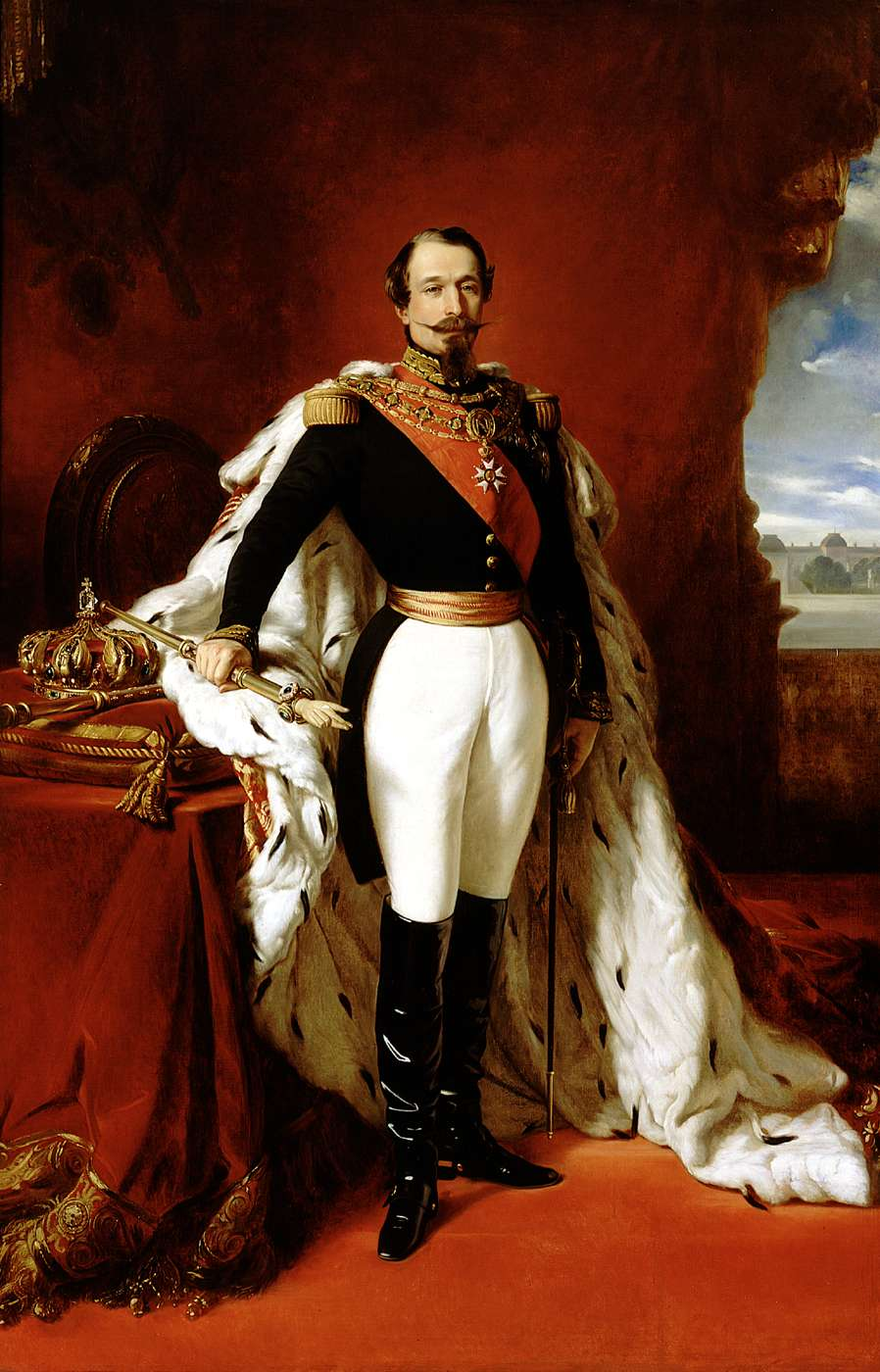
Francouzským císařem se stal Napoleon III.

- Francie – Napoleon III. (1852–1870)
- Království obojí Sicílie – Ferdinand II. (1830–1859)
- Osmanská říše – Abdülmecid I. (1839–1861)
- Prusko – Fridrich Vilém IV. (1840–1861)
- Rakouské císařství – František Josef I. (1848–1916)
- Rusko – Mikuláš I. (1825–1855)
- Spojené království – Viktorie (1837–1901)
- Španělsko – Isabela II. (1833–1868)
- Švédsko – Oskar I. (1844–1859)
- USA – Millard Fillmore (1850–1853)
- Papež – Pius IX. (1846–1878)
- Japonsko – Kómei (1846–1867)
- Lombardsko-benátské království – Josef Radecký